# Кастелсардо
Кастелса̀рдо (на италиански: Castelsardo, понякога може да се намира и разделената форма Castel Sardo, Кастел Сардо, на сардински: Casteddu Sardu, Кастеду Сарду, на местен диалект Calteddu, Кастеду) е пристанищно градче и община в Южна Италия, провинция Сасари, автономен регион и остров Сардиния. Разположено е на северна брега на острова. Населението на общината е 5861 души (към 2011 г.).